# Jacques Grétillat

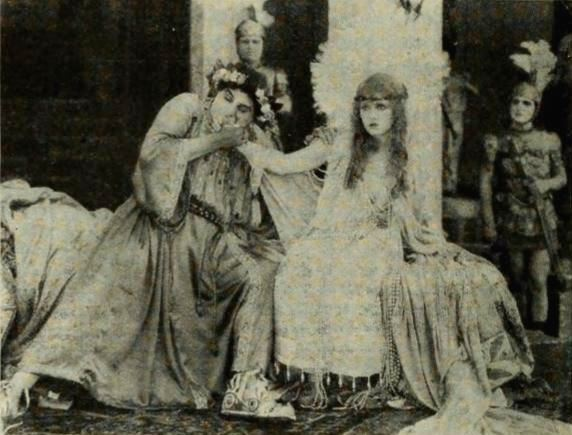
Grétillat como o Imperador no Nero (1922), com Violet Mersereau.

Jacques Marie Gaëtan Grétillat (26 de agosto de 1885 – 19 de dezembro de 1950 (65 anos)) foi um diretor de cinema e ator francês. Grétillat nasceu em Vitry-sur-Seine, Vale do Marne e morreu em Paris.

## Filmografia selecionada
- Hamlet (1908)
- Nero (1922)
- David Golder (1931)
- Danton (1932)
- Café de Paris (1938)
- Entente cordiale (1939)
- Strangers in the House (1942)
- Paméla (1945)
- Quai des Orfèvres (1947)